# 热罗姆·波拿巴
热罗姆·波拿巴（Jérôme Bonaparte，1784年11月15日—1860年6月24日），法兰西第一帝国及百日皇朝皇帝拿破仑一世的幼弟，法国元帅及威斯特法倫王國国王（1807-1813）。

## 生平

### 早年
热罗姆·波拿巴于1784年出生在已经当时成为法国领土的科西嘉首府阿雅克肖，原名“吉尔拉莫诺·迪·波拿巴”，是卡洛·波拿巴与其妻瑪麗亞·萊蒂西亞·拉莫利諾八个存活下来的子女中的最年幼者，在五个幸存下来的儿子中排行第五。
1800年入執政官衛隊，後調往海軍，在西印度群島巡航。不久去美國，與帕特森（Elizabeth Patterson）結婚。1805年返回歐洲後，拿破崙命他與妻子離異，改與符騰堡的凱瑟琳公主結合，並立他為西伐利亞國王。

## 家庭
1807年，热罗姆·波拿巴(22岁)与符腾堡国王腓特烈一世长女符騰堡的卡塔琳娜(25岁)結婚，两人共育有2子1女：
1. 熱羅姆·拿破崙·夏爾·波拿巴（英语：Jérôme Napoléon Charles Bonaparte）（1814年—1847年）
2. 瑪蒂爾德·波拿巴，聖多納托王妃（英语：Mathilde Bonaparte）（1820年—1904年）
3. 拿破崙-熱羅姆·波拿巴（1822年—1891年）